# Boukary Dramé
Pour les articles homonymes, voir Dramé.
Boukary Dramé, né le 22 juillet 1985 à Villepinte, est un footballeur international sénégalais. Il évolue en tant que défenseur gauche.

## Biographie
Né à Villepinte, Boukary Dramé commence à jouer au football au CSL Aulnay-sous-Bois avant d'intégrer le centre de pré-formation du PSG à Verneuil.
Il fait son entrée en équipe première en 2005 et dispute son premier match en Ligue 1 le 11 septembre 2005 face au RC Strasbourg. Dramé est titularisé pour la première fois en Ligue 1 le 13 mai 2006 au Stade Saint-Symphorien contre le FC Metz (défaite 1-0).
En juillet 2007, après avoir refusé la prolongation de son contrat avec le Paris Saint-Germain, il s'engage en faveur du FC Sochaux pour 4 ans. Son transfert est estimé à 1,2 million d'euros. Fin août 2008, il est prêté avec option d'achat au club espagnol de la Real Sociedad; mais il souhaite rapidement partir par manque de temps de jeu et de respect des supporters. À son retour dans le Doubs, lors de la saison 2009-2010, il gagne une place de titulaire à partir de la 11e journée de championnat. Il marque son premier but en Ligue 1 lors de la saison 2010/2011 (30e journée) durant le match Lorient-Sochaux (1-1).
Le 26 août 2011, libre de tout contrat, il signe au Chievo Vérone. En janvier 2014, arrivant en fin de contrat six mois plus tard avec le Chievo et libre de s’engager où il le veut, Boukary Dramé intéresse notamment le Torino, qui lui formule une proposition de contrat, ainsi que Stoke City et Hoffenheim.
Boukary Dramé évolue à l’Atalanta Bergame de 2014 à 2018.
En janvier 2018, n'ayant fait aucune apparition depuis le début de saison 2017-2018 et en fin de contrat en juin suivant avec l'Atlanta Bergame, il s'engage jusqu'à pour six mois avec le promu et premier non relégable de Serie A, la SPAL Ferrara. Le latéral franco-sénégalais de 32 ans dispose d'une option pour une saison de plus.
Le 1er octobre 2019, à nouveau libre de tout contrat après une année sans jouer, il s'engage jusqu'à la fin de la saison avec le club de Lega Pro (D3), le Paganese Calcio 1926.

### En équipe nationale
Il fait ses débuts internationaux avec le Sénégal le 8 octobre 2005 face au Mali en match qualificatif pour la Coupe du monde 2006.
Il figure dans l'effectif sénégalais participant à la Coupe d'Afrique des nations 2006, néanmoins il ne dispute qu'un seul match, celui pour la troisième place.

## Carrière
| Saison      | Club                 | Pays             | Championnat        | Coupes nationales | Coupes d’Europe | Sélection Sénégal |
| ----------- | -------------------- | ---------------- | ------------------ | ----------------- | --------------- | ----------------- |
| 2011 - 2012 | Chievo Vérone        | Serie A          | -                  | -                 | -               | -                 |
| 2010 - 2011 | FC Sochaux           | Ligue 1          | 26 matchs / 2 buts | 1 match           | -               | 3 matchs          |
| 2009 - 2010 | FC Sochaux           | Ligue 1          | 23 matchs          | 3 matchs          | -               | 1 match           |
| 2008 - 2009 | Real Sociedad (prêt) | Segunda Division | 1 match            | 1 match           | -               | ?                 |
| 2007 - 2008 | FC Sochaux           | Ligue 1          | 10 matchs          | 2 matchs          | -               | 1 match           |
| 2006 - 2007 | Paris SG             | Ligue 1          | 20 matchs          | 3 matchs          | C3 : 9 matchs   | 1 match           |
| 2005 - 2006 | Paris SG             | Ligue 1          | 4 matchs           | 2 matchs          | -               | 5 matchs          |

## Palmarès
- Vainqueur de la Coupe de France 2006 avec le Paris Saint-Germain.